# Ásthildur Lóa Þórsdóttir
Ásthildur Lóa Þórsdóttir (ur. 20 listopada 1966 w Reykjavíku) – islandzka polityk, nauczyciela i działaczka społeczna, parlamentarzystka, w latach 2024–2025 minister edukacji i spraw dzieci.

## Życiorys
Absolwentka Uniwersytetu Islandzkiego z 1994. Pracowała głównie jako nauczycielka, przez kilka lat była też przedstawicielem handlowym. W 2017 została przewodniczącą Hagsmunasamtök heimilanna, stowarzyszenia działającego na rzecz interesów konsumentów i ochrony gospodarstw domowych.
Zaangażowała się w działalność polityczną w ramach Partii Ludowej. W wyborach w 2021 została wybrana do Althingu. Z powodzeniem ubiegała się o poselską reelekcję w 2024.
Od 2021 była trzecią wiceprzewodniczącą parlamentu. W grudniu 2024 objęła urząd ministra edukacji i spraw dzieci w nowo utworzonym rządzie Kristrún Frostadóttir. Zrezygnowała z tego stanowiska w marcu 2025 po ujawnieniu przez media, że jako 22-latka miała romans z 15-letnim wówczas chłopcem i urodziła ich wspólne dziecko.